# Schanna Dmitrijewna Jorkina
Schanna Dmitrijewna Jorkina (russisch Жанна Дмитриевна Ёркина; * 6. Mai 1939 in Solzy, Oblast Nowgorod; † 24. Mai 2015 in Swjosdny Gorodok) war eine sowjetische Kosmonautenanwärterin.

## Leben
Schanna Jorkina absolvierte am Pädagogischen Institut Rjasan ein Studium zur Englischlehrerin, das sie 1961 abschloss. Danach arbeitete sie als Englischlehrerin in Palkowo. Als Studentin trat sie dem Aeroklub Rjasan bei und wurde Fallschirmspringerin.
Am 3. April 1962 wurde Jorkina zur Kosmonautenausbildung in das Juri-Gagarin-Kosmonautentrainingszentrum aufgenommen. Von April bis November 1962 absolvierte sie die Kosmonauten-Grundausbildung. Mit Walentina Tereschkowa, Walentina Ponomarjowa und Irina Solowjowa bereitete sie sich auf den ersten Weltraumflug einer Frau vor, wurde aber letztlich nicht nominiert.
Gemeinsam mit Tatjana Kusnezowa bildete sie die zweite Besatzung für Woschod 5, das mit einer Frauenbesatzung einen 10-20tägigen Flug durchführen sollte. Allerdings wurde das Woschod-Programm abgebrochen, so dass der Flug nicht mehr stattfand. Neben der Kosmonautenausbildung studierte sie an der Ingenieur-Fakultät der Militärakademie für Ingenieure der Luftstreitkräfte „Prof. N. J. Schukowski“ mit Abschluss als Pilot-Kosmonaut-Ingenieur (1964–1969). Am 1. Oktober 1969 schied sie infolge der Auflösung der Kosmonautinnengruppe aus der Kosmonautengruppe aus. Jorkina arbeitete weiter im Gagarin-Kosmonauten-Trainingszentrum.
Jorkina erreichte den Rang eines Majors der Sowjetarmee.
Sie war mit dem General Waleri Sergeitschik verheiratet und hatte zwei Kinder.